# 凱斯特萊恩斯魏爾湖
凱斯特萊恩斯魏爾湖（德語：Kästleinsweiher），是德國的湖泊，位於該國東南部，由巴伐利亞州負責管轄，處於貢岑豪森，長0.2公里、寬0.1公里，面積0.001平方公里，海拔高度421米，湖岸線長度0.5公里。